# Adolf Schärf
Adolf Schärf, avstrijski odvetnik, politik in poslanec, * 20. april 1890, Mikulov, † 28. februar 1965, Dunaj.
Leta 1956 je postal podkancler Avstrije, nato pa je bil leta 1957 in 1963 izvoljen za predsednika Avstrije.